# Martin Elmiger

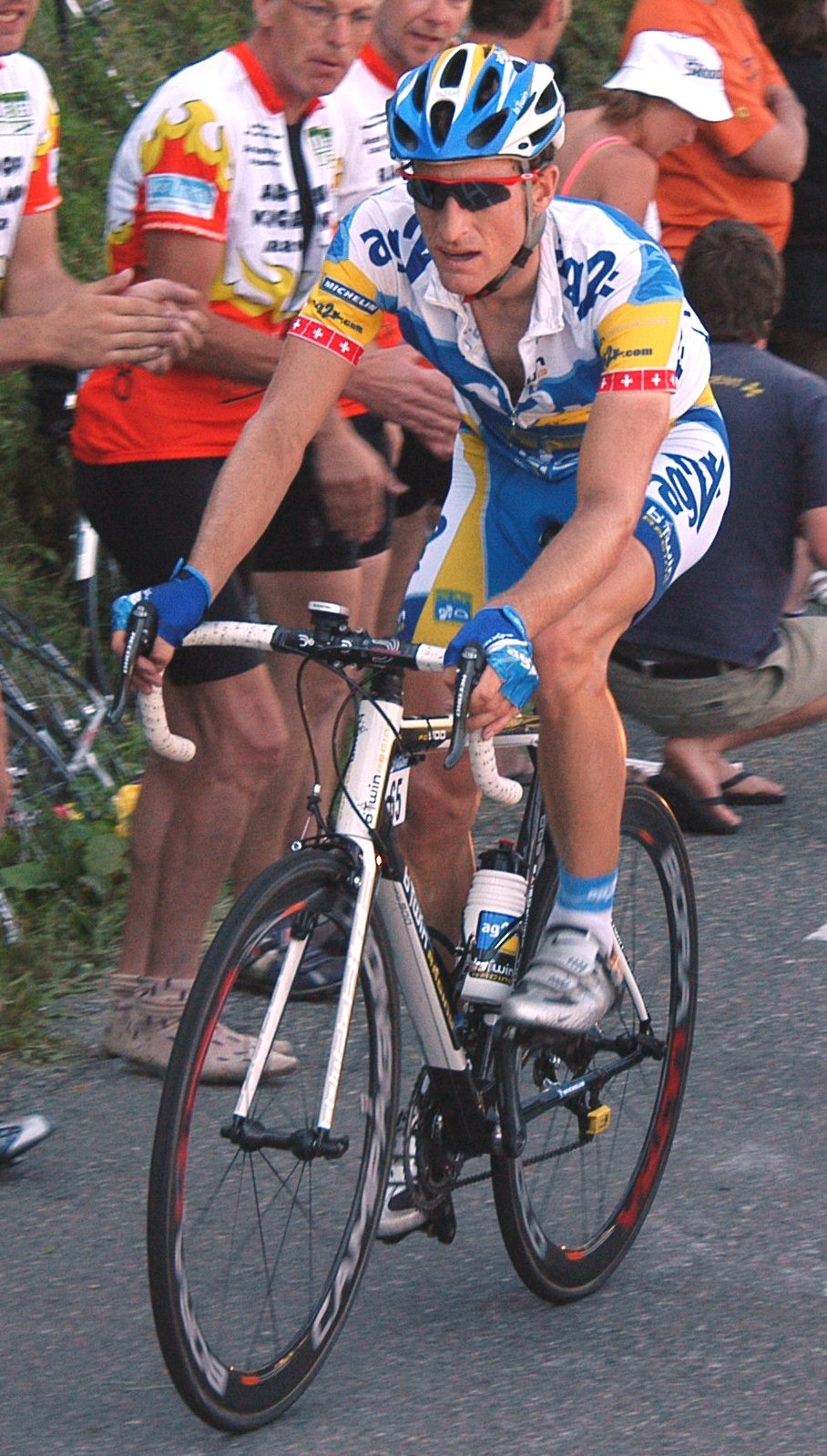
Elmiger op de Col de la Colombière in de 7e etappe van de Ronde van Frankrijk 2007.

Martin Elmiger (Cham, 23 september 1978) is een Zwitsers voormalig wielrenner die in 2017 zijn carrière afsloot bij BMC Racing Team.

## Overwinningen
2000
Stausee Rundfahrt Klingnau
2001
 Zwitsers kampioen op de weg, Elite
2002
Circuito de Getxo
2003
GP Kanton Aargau
2004
3e etappe Ronde van Languedoc-Roussillon
2005
1e etappe Ronde van Catalonië (ploegentijdrit)
 Zwitsers kampioen op de weg, Elite
2007
Eindklassement Tour Down Under
GP d'Isbergues
2008
2e etappe Ronde van Picardië
2010
4e etappe Vierdaagse van Duinkerke
Eindklassement Vierdaagse van Duinkerke
 Zwitsers kampioen op de weg, Elite
Ronde van de Somme
2013
1e etappe Ronde van de Limousin
Eindklassement Ronde van de Limousin
2014
 Zwitsers kampioen op de weg, Elite

## Resultaten in voornaamste wedstrijden
| Jaar | Ronde van Italië | Ronde van Frankrijk | Ronde van Spanje |
| ---- | ---------------- | ------------------- | ---------------- |
| 2001 |                  |                     |                  |
| 2002 |                  |                     |                  |
| 2003 |                  |                     |                  |
| 2004 |                  | 108e                |                  |
| 2005 |                  |                     | 86e              |
| 2006 | 80e              |                     |                  |
| 2007 |                  | 74e                 |                  |
| 2008 |                  | 71e                 |                  |
| 2009 |                  |                     |                  |
| 2010 |                  | 75e                 |                  |
| 2011 |                  |                     |                  |
| 2012 |                  |                     |                  |
| 2013 |                  |                     |                  |
| 2014 |                  | 75e                 |                  |
| 2015 |                  | 100e                |                  |
| 2016 |                  | 64e                 |                  |
| 2017 |                  |                     |                  |

| Jaar | Milaan-San Remo | Gent-Wevelgem | Ronde van Vlaanderen | Parijs-Roubaix | Amstel Gold Race | Luik-Bast.‑Luik | Ronde van Lombardije | Cyclassics Hamburg | Parijs-Tours | Bretagne Classic |  | WK op de weg |  | Wereldranglijsten |
| ---- | --------------- | ------------- | -------------------- | -------------- | ---------------- | --------------- | -------------------- | ------------------ | ------------ | ---------------- |  | ------------ |  | ----------------- |
| 2001 |                 |               |                      |                |                  |                 |                      |                    |              |                  |  | 92e          |  |                   |
| 2002 |                 |               | 75e                  |                | 93e              | opgave          |                      | 87e                |              | 4e               |  | 117e         |  |                   |
| 2003 | 31e             |               | 52e                  | opgave         | 49e              | opgave          | 66e                  | 27e                | 32e          | 29e              |  | 13e          |  |                   |
| 2004 | 27e             | 28e           | 29e                  | 51e            | 23e              | 95e             |                      | 79e                | 74e          |                  |  | 26e          |  |                   |
| 2005 | opgave          |               | 34e                  | opgave         | 90e              |                 | 8e                   | 6e                 | 33e          |                  |  | 10e          |  | 90e (UPT)         |
| 2006 | 9e              | 16e           | 33e                  | 18e            | 28e              | opgave          | opgave               |                    |              |                  |  | 14e          |  | 150e (UPT)        |
| 2007 | 14e             | 17e           | 33e                  | 24e            | 16e              |                 |                      | 14e                | 32e          | 15e              |  | 10e          |  | 184e (UPT)        |
| 2008 | 21e             | 47e           | 22e                  | 32e            | 18e              |                 |                      |                    | 126e         |                  |  | opgave       |  | 126e (UPT)        |
| 2009 | 12e             | opgave        | 9e                   | opgave         | 88e              |                 |                      |                    | 89e          |                  |  |              |  | 68e (UWK)         |
| 2010 |                 |               |                      |                | opgave           |                 |                      | 86e                |              | 38e              |  | 55e          |  |                   |
| 2011 | opgave          | 101e          |                      | 17e            | 67e              |                 |                      | 69e                |              |                  |  |              |  |                   |
| 2012 |                 |               |                      | opgave         | opgave           |                 |                      | 69e                |              |                  |  |              |  | 234e (UWT)        |
| 2013 | 118e            |               | 33e                  | 41e            | 50e              |                 |                      |                    |              | 36e              |  | opgave       |  |                   |
| 2014 | opgave          |               | opgave               |                |                  |                 |                      |                    |              |                  |  |              |  |                   |
| 2015 |                 |               | 10e                  | 5e             | 35e              |                 |                      |                    |              | 67e              |  |              |  |                   |
| 2016 | 43e             |               | opgave               |                |                  |                 |                      | 29e                | 78e          | 22e              |  | opgave       |  |                   |
| 2017 | 80e             |               | opgave               | opgave         |                  |                 | opgave               | 97e                |              |                  |  |              |  | 433e (UWT)        |

## Ploegen
- 2000 –  Saeco Macchine per Caffé-Valli&Valli (stagiair vanaf 1-9)
- 2001 –  Post Swiss Team
- 2002 –  Phonak Hearing Systems
- 2003 –  Phonak Hearing Systems
- 2004 –  Phonak Hearing Systems
- 2005 –  Phonak Hearing Systems
- 2006 –  Phonak Hearing Systems
- 2007 –  Ag2r Prévoyance
- 2008 –  AG2R La Mondiale
- 2009 –  AG2R La Mondiale
- 2010 –  AG2R La Mondiale
- 2011 –  AG2R La Mondiale
- 2012 –  AG2R La Mondiale
- 2013 –  IAM Cycling
- 2014 –  IAM Cycling
- 2015 –  IAM Cycling
- 2016 –  IAM Cycling
- 2017 –  BMC Racing Team